# Pavel Vrba
Pavel Vrba (Přerov, 6. prosinca 1963.) je umirovljeni češki nogometaš i sadašnji nogometni trener. Bio je izbornik Češke, s kojom je izborio Europsko prvenstvo u 2016. godini. Nakon Europskog prvenstva je postao trener ruskog Anžija Mahačkale.